# Wipo de Borgonya
Wipo de Borgonya (990/1000 - després de 1048), també conegut com a Wippo, va ser un sacerdot, capellà de la cort, i poeta i biògraf que va néixer a l'àrea de parla alemanya de la Borgonya a l'alta edat mitjana.
Va rebre educació en els clàssics i va arribar a l'Alemanya de l'emperador Enric II i fou present en l'elecció de Conrad II, del qual fou el seu capellà de cort, acompanyant-lo en les expedicions contra la Borgonya, el 1033, i els eslaus, el 1035. Escriví la seva biografia en forma de crònica, Gesta Chuonradi II imperatoris ('Fets de l'Emperador Conrad II'), presentant el seu treball al fill de Conrad, Enric III el Negre, en 1046, no gaire després que aquest va ser coronat.
Entre els seus altres escrits coneguts destaquen la col·lecció de màximes, Proverbia (escrit en 1027 o 1028) i el Tetralogus Heinrici en rima d'hexàmetre (1040), un panegíric de l'emperador barrejat amb sinceres exhortacions, posant l'accent en què el dret i la llei són els fonaments reals del tron. Va escriure un lament en llatí sobre la mort de Conrad, i es creu va ser l'autor de la famosa seqüència de Pasqua, Victimae paschali laudes.